# Coupe du monde de ski de fond 2003-2004
Navigation
Édition précédente Édition suivante
La 23e édition de la Coupe du monde de ski de fond s'est déroulée du 25 octobre 2003 au 14 mars 2004.

## Classements

### Classements généraux
| Rang | Nom                 | Points |
| ---- | ------------------- | ------ |
| 1    | René Sommerfeldt    | 956    |
| 2    | Mathias Fredriksson | 606    |
| 3    | Jens Arne Svartedal | 592    |
| 4    | Tobias Angerer      | 582    |
| 5    | Axel Teichmann      | 575    |
| 6    | Frode Estil         | 558    |
| 7    | Andrus Veerpalu     | 539    |
| 8    | Fulvio Valbusa      | 462    |
| 9    | Thobias Fredriksson | 436    |
| 10   | Anders Södergren    | 434    |

| Rang | Nom                          | Points |
| ---- | ---------------------------- | ------ |
| 1    | Gabriella Paruzzi            | 1228   |
| 2    | Marit Bjørgen                | 1139   |
| 3    | Valentina Shevchenko         | 983    |
| 4    | Hilde Gjermundshaug Pedersen | 856    |
| 5    | Kristina Šmigun-Vähi         | 853    |
| 6    | Virpi Kuitunen               | 726    |
| 7    | Claudia Nystad               | 613    |
| 8    | Olga Savialova               | 664    |
| 9    | Kateřina Neumannová          | 629    |
| 10   | Sabina Valbusa               | 554    |

### Classements de distance
| Rang | Nom                 | Points |
| ---- | ------------------- | ------ |
| 1    | René Sommerfeldt    | 902    |
| 2    | Mathias Fredriksson | 569    |
| 3    | Frode Estil         | 558    |
| 4    | Axel Teichmann      | 495    |
| 5    | Tobias Angerer      | 488    |

| Rang | Nom                          | Points |
| ---- | ---------------------------- | ------ |
| 1    | Valentina Shevchenko         | 983    |
| 2    | Gabriella Paruzzi            | 870    |
| 3    | Kristina Šmigun-Vähi         | 839    |
| 4    | Hilde Gjermundshaug Pedersen | 656    |
| 5    | Olga Savialova               | 625    |

### Classements de sprint
| Rang | Nom                 | Points |
| ---- | ------------------- | ------ |
| 1    | Thobias Fredriksson | 410    |
| 2    | Jens Arne Svartedal | 381    |
| 3    | Haavard Bjerkeli    | 337    |
| 4    | Tor Arne Hetland    | 296    |
| 5    | Peter Larsson       | 270    |

| Rang | Nom               | Points |
| ---- | ----------------- | ------ |
| 1    | Marit Bjørgen     | 745    |
| 2    | Gabriella Paruzzi | 358    |
| 3    | Anna Olsson       | 330    |
| 4    | Virpi Kuitunen    | 305    |
| 5    | Elina Hietamäki   | 268    |

## Calendrier et podiums

### Hommes

#### Épreuves individuelles
| Étape | Lieu          | Épreuve             | Date             | Vainqueur             | Deuxième              | Troisième                       |
| ----- | ------------- | ------------------- | ---------------- | --------------------- | --------------------- | ------------------------------- |
| 1     | Düsseldorf    | Sprint libre        | 25 octobre 2003  | Peter Larsson         | Martin Koukal         | Thobias Fredriksson             |
| 2     | Beitostoelen  | 15 km libre         | 22 novembre 2003 | Pietro Piller Cottrer | Tore Ruud Hofstad     | Axel Teichmann                  |
| 3     | Kuusamo       | 15 km classique     | 28 novembre 2003 | Anders Aukland        | Jens Arne Svartedal   | Anders Södergren                |
| 4     | Kuusamo       | 2 × 15 km           | 30 novembre 2003 | Axel Teichmann        | Anders Södergren      | René Sommerfeldt                |
| 5     | Toblach       | 30 km libre         | 6 décembre 2003  | Mathias Fredriksson   | René Sommerfeldt      | Kristen Skjeldal Vincent Vittoz |
| 6     | Davos         | 15 km classique     | 13 décembre 2003 | Andrus Veerpalu       | Nikolaï Pankratov     | Anders Södergren                |
| 7     | Val di Fiemme | Sprint classique    | 16 décembre 2003 | Jens Arne Svartedal   | John Kristian Dahl    | Andrus Veerpalu                 |
| 8     | Ramsau        | 2 × 15 km           | 20 décembre 2003 | Mathias Fredriksson   | René Sommerfeldt      | Anders Södergren                |
| 9     | Ramsau        | 10 km libre         | 20 décembre 2003 | Christian Hoffmann    | Axel Teichmann        | Tobias Angerer                  |
| 10    | Falun         | 2 × 15 km Poursuite | 6 janvier 2004   | Tobias Angerer        | Pietro Piller Cottrer | René Sommerfeldt Jens Filbrich  |
| 11    | Otepää        | 30 km classique     | 10 janvier 2004  | Frode Estil           | Anders Aukland        | Ivan Alypov                     |
| 12    | Nove Mesto    | 15 km classique     | 17 janvier 2004  | Andrus Veerpalu       | Frode Estil           | Jaak Mae                        |
| 13    | Nove Mesto    | Sprint libre        | 18 janvier 2003  | Thobias Fredriksson   | Peter Larsson         | Haavard Bjerkeli                |
| 14    | Val di Fiemme | 70 km classique     | 25 janvier 2004  | Anders Aukland        | Giorgio di Centa      | Joergen Aukland                 |
| 15    | La Clusaz     | 15 km libre         | 6 février 2004   | Fulvio Valbusa        | Vincent Vittoz        | Christian Hoffmann              |
| 16    | Oberstdorf    | 2 × 15 km Poursuite | 13 février 2004  | René Sommerfeldt      | Reto Burgermeister    | Lukáš Bauer                     |
| 17    | Stockholm     | Sprint classique    | 13 février 2004  | Jens Arne Svartedal   | John Kristian Dahl    | Odd-Bjørn Hjelmeset             |
| 18    | Umea          | 15 km classique     | 21 février 2004  | Mathias Fredriksson   | Eugeni Dementiev      | Jaak Mae                        |
| 19    | Trondheim     | Sprint libre        | 24 février 2004  | Janusz Krezelok       | Thobias Fredriksson   | Anders Hoegberg                 |
| 20    | Drammen       | Sprint classique    | 26 février 2004  | Haavard Bjerkeli      | Tor Arne Hetland      | Anders Hoegberg                 |
| 21    | Oslo          | 50 km libre         | 28 février 2004  | René Sommerfeldt      | Fulvio Valbusa        | Lukáš Bauer                     |
| 22    | Lahti         | Sprint libre        | 5 mars 2004      | Thobias Fredriksson   | Mikael Östberg        | Joergen Brink                   |
| 23    | Lahti         | 15 km classique     | 7 mars 2004      | Frode Estil           | Jaak Mae              | Andrus Veerpalu                 |
| 24    | Pragelato     | Sprint libre        | 12 mars 2004     | Freddy Schwienbacher  | Jens Arne Svartedal   | Børre Næss                      |
| 25    | Pragelato     | 30 km libre         | 14 mars 2004     | Christian Hoffmann    | René Sommerfeldt      | Thomas Moriggl                  |

#### Épreuves par équipes
| Étape | Lieu        | Épreuve                            | Date             | Vainqueur                                                                       | Deuxième                                                                      | Troisième                                                               |
| ----- | ----------- | ---------------------------------- | ---------------- | ------------------------------------------------------------------------------- | ----------------------------------------------------------------------------- | ----------------------------------------------------------------------- |
| 1     | Düsseldorf  | Sprint par équipes style libre     | 26 octobre 2003  | Suède Peter Larsson Thobias Fredriksson                                         | Allemagne Axel Teichmann Tobias Angerer                                       | Norvège Tor Arne Hetland Haavard Bjerkeli                               |
| 2     | Beitostølen | Relais 4 × 10 km                   | 23 novembre 2003 | Allemagne Jens Filbrich Axel Teichmann René Sommerfeldt Tobias Angerer          | Norvège Jens Arne Svartedal Odd-Bjørn Hjelmeset Lars Berger Tore Ruud Hofstad | Norvège Frode Estil Tore Bjonviken Frode Andresen Ole Einar Bjørndalen  |
| 3     | Dobbiaco    | Sprint par équipes style libre     | 7 décembre 2003  | Norvège Haavard Bjerkeli Tor Arne Hetland                                       | Suède Thobias Fredriksson Peter Larsson                                       | Norvège Håvard Solbakken John Kristian Dahl                             |
| 4     | Davos       | Relais 4 × 10 km                   | 14 décembre 2003 | Norvège Anders Aukland Frode Estil Kristen Skjeldal Tor Arne Hetland            | Allemagne Jens Filbrich Andreas Schlütter René Sommerfeldt Tobias Angerer     | Suède Martin Larsson Mats Larsson Johan Olsson Anders Hoegberg          |
| 5     | Otepää      | Relais 4 × 10 km                   | 11 janvier 2004  | Allemagne Andreas Schlütter Jens Filbrich Axel Teichmann Tobias Angerer         | Italie Bruno Carrara Valerio Checchi Pietro Piller Cottrer Fulvio Valbusa     | Russie Nikolaï Pankratov Mikhaïl Ivanov Ivan Alypov Vladimir Vilissov   |
| 6     | La Clusaz   | Relais 4 × 10 km                   | 7 février 2004   | France Alexandre Rousselet Christophe Perrillat Vincent Vittoz Emmanuel Jonnier | Allemagne Jens Filbrich Axel Teichmann René Sommerfeldt Tobias Angerer        | Russie Nikolaï Pankratov Mikhaïl Ivanov Eugeni Dementiev Sergey Novikov |
| 7     | Oberstdorf  | Sprint par équipes style libre     | 15 février 2004  | Allemagne Jens Filbrich Axel Teichmann                                          | Russie Ivan Alypov Vassili Rotchev                                            | Allemagne René Sommerfeldt Tobias Angerer                               |
| 8     | Umea        | Relais 4 × 10 km                   | 22 février 2003  | Allemagne Franz Göring Andreas Schlütter Jens Filbrich Axel Teichmann           | Norvège Odd-Bjørn Hjelmeset Frode Estil Kristen Skjeldal Tore Ruud Hofstad    | Suède Mats Larsson Jörgen Brink Anders Hoegberg Mathias Fredriksson     |
| 9     | Lahti       | Sprint par équipes style classique | 6 mars 2004      | Russie Nikolaï Pankratov Vassili Rotchev                                        | Suède Mats Larsson Björn Lind                                                 | Norvège Odd-Bjørn Hjelmeset Jens Arne Svartedal                         |

### Femmes

#### Épreuves individuelles
| Étape | Lieu          | Épreuve              | Date             | Vainqueur            | Deuxième                | Troisième                              |
| ----- | ------------- | -------------------- | ---------------- | -------------------- | ----------------------- | -------------------------------------- |
| 1     | Düsseldorf    | Sprint libre         | 25 octobre 2003  | Gabriella Paruzzi    | Alena Sidko             | Evgenia Hahina                         |
| 2     | Beitostoelen  | 10 km libre          | 22 novembre 2003 | Kristina Šmigun-Vähi | Valentina Shevchenko    | Claudia Nystad                         |
| 3     | Kuusamo       | 10 km classique      | 28 novembre 2003 | Valentina Shevchenko | Vibeke Skofterud        | Kristina Šmigun-Vähi                   |
| 4     | Kuusamo       | 2 × 7,km             | 30 novembre 2003 | Kristina Šmigun-Vähi | Olga Savialova          | Evi Sachenbacher-Stehle                |
| 5     | Toblach       | 15 km libre          | 6 décembre 2003  | Kristina Šmigun-Vähi | Valentina Shevchenko    | Claudia Nystad                         |
| 6     | Davos         | 10 km classique      | 13 décembre 2003 | Valentina Shevchenko | Virpi Kuitunen          | Gabriella Paruzzi                      |
| 7     | Val di Fiemme | Sprint classique     | 16 décembre 2003 | Marit Bjørgen        | Anna Dahlberg           | Manuela Henkel                         |
| 8     | Ramsau        | 10 km libre          | 20 décembre 2003 | Kateřina Neumannová  | Kristina Šmigun-Vähi    | Valentina Shevchenko Gabriella Paruzzi |
| 9     | Ramsau        | 2 × 7,5 km           | 21 décembre 2003 | Kristina Šmigun-Vähi | Valentina Shevchenko    | Claudia Nystad                         |
| 10    | Falun         | 2 × 7,5 km Poursuite | 6 janvier 2004   | Kateřina Neumannová  | Gabriella Paruzzi       | Kristina Šmigun-Vähi                   |
| 11    | Otepää        | 15 km classique      | 10 janvier 2004  | Claudia Nystad       | Kristina Šmigun-Vähi    | Hilde Pedersen                         |
| 12    | Nove Mesto    | 10 km classique      | 17 janvier 2004  | Gabriella Paruzzi    | Claudia Nystad          | Kateřina Neumannová                    |
| 13    | Nove Mesto    | Sprint libre         | 18 janvier 2004  | Marit Bjørgen        | Virpi Kuitunen          | Pirjo Manninen                         |
| 14    | Val di Fiemme | 70 km classique      | 25 janvier 2004  | Gabriella Paruzzi    | Valentina Shevchenko    | Manuela Henkel                         |
| 15    | La Clusaz     | 10 km libre          | 6 février 2004   | Kateřina Neumannová  | Julija Tchepalova       | Sabina Valbusa                         |
| 16    | Oberstdorf    | 2 × 7,5 km Poursuite | 13 février 2004  | Julija Tchepalova    | Hilde Pedersen          | Olga Savialova                         |
| 17    | Stockholm     | Sprint classique     | 13 février 2004  | Marit Bjørgen        | Anna Dahlberg           | Ella Gjømle                            |
| 18    | Umea          | 10 km classique      | 21 février 2004  | Kateřina Neumannová  | Hilde Pedersen          | Marit Bjørgen                          |
| 19    | Trondheim     | Sprint libre         | 24 février 2004  | Marit Bjørgen        | Evi Sachenbacher-Stehle | Claudia Nystad                         |
| 20    | Drammen       | Sprint classique     | 26 février 2004  | Marit Bjørgen        | Virpi Kuitunen          | Elina Hietamäki                        |
| 21    | Oslo          | 30 km libre          | 28 février 2004  | Julija Tchepalova    | Sabina Valbusa          | Valentina Shevchenko                   |
| 22    | Lahti         | Sprint libre         | 5 mars 2004      | Marit Bjørgen        | Gabriella Paruzzi       | Anna Dahlberg                          |
| 23    | Lahti         | 10 km classique      | 7 mars 2004      | Virpi Kuitunen       | Gabriella Paruzzi       | Olga Savialova                         |
| 24    | Pragelato     | Sprint libre         | 12 mars 2004     | Marit Bjørgen        | Beckie Scott            | Elina Hietamäki                        |
| 25    | Pragelato     | 30 km libre          | 14 mars 2004     | Sabina Valbusa       | Julija Tchepalova       | Kateřina Neumannová                    |

#### Épreuves par équipes
| Étape | Lieu        | Épreuve                            | Date             | Vainqueur                                                                    | Deuxième                                                                        | Troisième                                                                   |
| ----- | ----------- | ---------------------------------- | ---------------- | ---------------------------------------------------------------------------- | ------------------------------------------------------------------------------- | --------------------------------------------------------------------------- |
| 1     | Düsseldorf  | Sprint par équipes style libre     | 26 octobre 2003  | Norvège Hilde Pedersen Marit Bjørgen                                         | Allemagne Uschi Disl Claudia Nystad                                             | Russie Alena Sidko Evgenia Hahina                                           |
| 2     | Beitostølen | Relais 4 × 5 km                    | 23 novembre 2003 | Norvège Vibeke Skofterud Hilde Pedersen Kristin Størmer Steira Marit Bjørgen | Allemagne Manuela Henkel Stefanie Böhler Evi Sachenbacher-Stehle Claudia Nystad | Russie Evgenia Hahina Alena Sidko Ekaterina Vorontsova Olga Savialova       |
| 3     | Dobbiaco    | Sprint par équipes style libre     | 7 décembre 2003  | Norvège Hilde Pedersen Marit Bjørgen                                         | Allemagne Evi Sachenbacher-Stehle Claudia Nystad                                | Italie Karin Moroder Christina Kelder                                       |
| 4     | Davos       | Relais 4 × 5 km                    | 14 décembre 2003 | Norvège Vibeke Skofterud Marit Bjørgen Kristin Mürer Stemland Hilde Pedersen | Allemagne Stefanie Böhler Manuela Henkel Evi Sachenbacher-Stehle Claudia Nystad | Russie Larisa Kurkina Lilia Vasilieva Ekaterina Vorontsova Olga Savialova   |
| 5     | Otepää      | Relais 4 × 5 km                    | 11 janvier 2004  | Norvège Vibeke Skofterud Hilde Pedersen Kristin Størmer Steira Marit Bjørgen | Allemagne Manuela Henkel Viola Bauer Evi Sachenbacher-Stehle Claudia Nystad     | Finlande Kirsi Välimaa Aino-Kaisa Saarinen Riikka Sarasoja Virpi Kuitunen   |
| 6     | La Clusaz   | Relais 4 × 5 km                    | 7 février 2004   | Russie Larisa Kurkina Lilia Vasilieva Ekaterina Vorontsova Olga Savialova    | Allemagne Manuela Henkel Viola Bauer Anke Reschwamm Schulze Claudia Nystad      | Italie Marianna Longa Gabriella Paruzzi Antonella Confortola Sabina Valbusa |
| 7     | Oberstdorf  | Sprint par équipes style libre     | 15 février 2004  | Norvège Hilde Pedersen Marit Bjørgen                                         | Allemagne Evi Sachenbacher-Stehle Claudia Nystad                                | Allemagne Manuela Henkel Isabel Klaus                                       |
| 8     | Umea        | Relais 4 × 5 km                    | 22 février 2003  | Norvège Vibeke Skofterud Marit Bjørgen Kristin Størmer Steira Hilde Pedersen | Russie Larisa Kurkina Olga Savialova Kristen Skjeldal Julija Tchepalova         | Finlande Aino-Kaisa Saarinen Satu Salonen Riikka Sarasoja Kati Venäläinen   |
| 9     | Lahti       | Sprint par équipes style classique | 6 mars 2004      | Norvège Ella Gjømle Hilde Pedersen                                           | Finlande Elina Hietamäki Pirjo Manninen                                         | Russie Larisa Kurkina Olga Savialova                                        |